# Enter (Swan Lee-album)
 For alternative betydninger, se Enter. (Se også artikler, som begynder med Enter)
Enter er debutalbummet fra den danske band Swan Lee, der blev udgivet i 2001. Nummeret "Tomorrow Never Dies" var et af omkring tolv bidrag til titelmelodien til Tomorrow Never Dies. Sheryl Crows bud blev valgt, selvom Swan Lee's bud faktisk vandt konkurrencen. Swan Lees bidrag blev således hverken brugt i filmen eller på soundtracket. Årsagen findes I at producerne bag filmen, ikke ønskede Swan Lee skulle opføre sangen, et modbud hvor en anden artist skulle indspille sangen til filmen blev rejst, men her takkede Swan Lee pænt nej.
Ved Danish Music Awards i 2002 var albummet nomineret til "Årets danske album" og "Årets danske rockudgivelse". "Tomorrow Never Dies" var nomineret til "Årets danske hit".

## Spor
1. "Flowers In The Wintertime"
2. "Go On"
3. "Enter"
4. "Stay Tonight"
5. "Walk With Me"
6. "Tomorrow Never Dies" (Sangen var bandets bud på titelmelodien til James Bond-filmen af samme navn)
7. "You Cannot Hide"
8. "Dream Away"
9. "Stay"
10. "When You Are Gone"